# Jan Bielecki
Jan Bielecki, född 1985, är en svensk serietecknare och illustratör, bosatt i London.
Under sitt projektår på serieskolan i Malmö, tecknade Bielecki  serieromanen Drift, utifrån ett manus av Liv Strömquist. Den gavs ut 2007 på Kolik förlag. 2010 publicerade samma förlag serienovellen "Några feta", som lätt kamouflerat beskriver hans liv som student på St. Martin's College i London. 2010 gjorde han illustrationer till den erotiska romanen Bilden av Catherine Robbe-Grillet, utgiven på Vertigo förlag.